# Helga Offen
Helga Offen (später Helga Gutte; * 3. Oktober 1951 in Schwerin; † 25. Juli 2020 in Schwerin) war eine deutsche Volleyballspielerin.
Helga Offen war vielfache DDR-Nationalspielerin. Sie nahm 1976 an den Olympischen Spielen in Montreal teil und belegte den sechsten Platz. Helga Offen spielte für den SC Traktor Schwerin und wurde mehrfach DDR-Meister. Außerdem gewann sie 1975 den Europapokal der Pokalsieger und 1978 den Europapokal der Landesmeister.